# Veliki Burluk
Veliki Burluk (en ucraïnès i en rus Великий Бурлук) és una vila de la província de Khàrkiv, Ucraïna. El 2021 tenia 3.656 habitants.
Des del 24 de febrer del 2022 el poble està sota ocupació de l'exèrcit rus.